# Fibroblasten-Aktivierungs-Protein
Das Fibroblasten-Aktivierungsprotein alpha (FAP), auch als Fibroblast activation protein alpha, Seprase oder 170 kDa Melanom-membrangebundene Gelatinase bekannt, ist ein Protein, das beim Menschen vom FAP-Gen kodiert wird.

## Funktion
Das durch dieses Gen kodierte Protein ist eine homodimere integrale membranständige Gelatinase, die zur Familie der Serinproteasen gehört. Es wird besonders in reaktiven Stromafibroblasten von epithelialen Tumoren, Granulationsgewebe heilender Wunden und bösartigen Zellen von Knochen- und Weichteil-Sarkomen exprimiert. Von diesem Protein wird angenommen, dass es bei der Steuerung des Fibroblastenwachstums oder epithelial-mesenchymalen Wechselwirkungen während der Entwicklung, Gewebereparatur und epithelialen Krebsentstehung beteiligt ist.
FAP gehört zu den SC-Proteasen und ist Mitglied des S9B-Prolyloligopeptidase-Familie. Andere Mitglieder der Unterfamilie S9B sind DPPIV, DPP8 und DPP9. FAP ist sehr eng mit DPPIV verwandt und teilt etwa 50 % der Aminosäuresequenz.

## Struktur
Das Fibroblasten-Aktivierungsprotein ist ein homodimeres integrales Protein mit Dipeptidylpeptidase IV (DPP IV)-Faltblattstruktur, ausgestattet mit einer alpha/beta-Hydrolase-Domäne und eine Acht-Blatt-beta-Propeller-Domäne.

## Medizinische Relevanz
FAP-Expression wird auf aktivierten stromalen Fibroblasten von mehr als 90 % aller menschlichen Karzinomen beobachtet. Stromale Fibroblasten spielen eine wichtige Rolle in der Entwicklung, dem Wachstum und der Metastasierung von Karzinomen.
Es hat sich gezeigt, dass pharmazeutische Blockade von FAP die Stromagenese und das Wachstum des Tumors bei Mäusen hemmt. Talabostat beispielsweise ist ein Inhibitor von FAP und verwandten Enzymen. Sibrotuzumab ist ein monoklonaler Antikörper gegen FAP.